# 빈치 (기업)
빈치(Vinci S.A.)는 프랑스 파리에 본사를 두고 있는 건설회사이다.

## 역사
- 1899년 Société Générale d’Entreprise S.A.로 회사설립
- 2000년 현재의 사명으로 변경